# Castillo de Santo Stefano d'Aveto

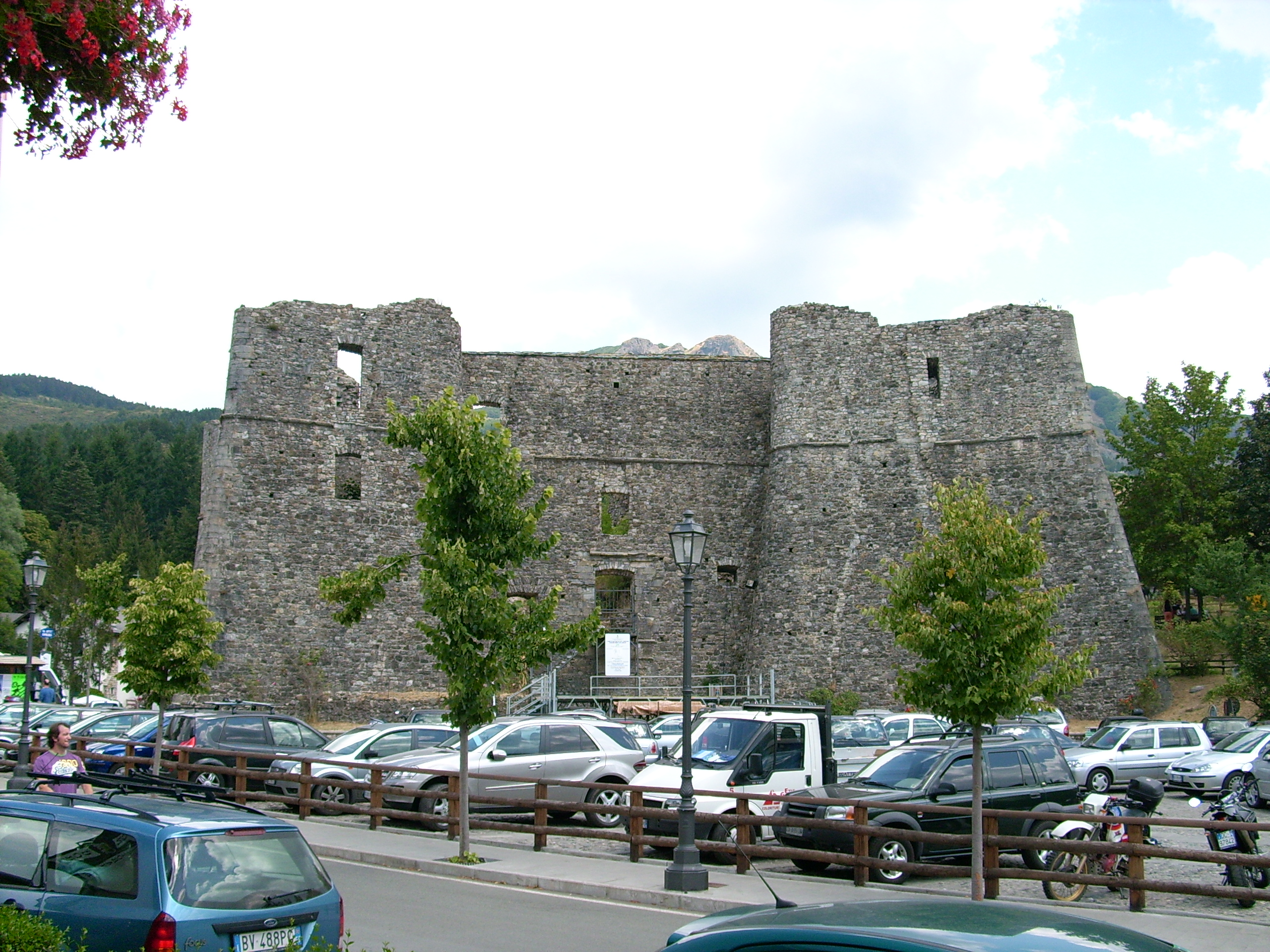
Vista completa del castillo.

El castillo de Santo Stefano d'Aveto fue una antigua fortificación del municipio de Santo Stefano d'Aveto, en el valle d'Aveto, provincia de Génova (Italia).
Su estructura resulta interesante desde el punto de vista arquitectónico como muestra de la evolución de las formas defensivas de la provincia genovesa y de Liguria. El castillo se encuentra en el centro de la amplia cuenca de pendientes del monte Maggiorasca, circundado casi enteramente por prados y a poca distancia del actual centro habitado de Santo Stefano.

## Historia
La elección del lugar se realizó por motivos estratégicos: desde esa zona se podían controlar las vías que ascendían por los puertos de montaña de los Apeninos hacia la Emilia. Según algunas fuentes históricas la construcción de la fortaleza data de antes del siglo XII y es citado por primera vez en un acto de cesión de 1164; en tal documento histórico el emperador Federico Barbarroja decidió la cesión del feudo de Santo Stefano a la familia de los Malaspina, que por entonces eran señores de Lunigiana y de otros feudos del levante de Liguria. El territorio fue convertido en marquesado y los Malaspina decidieron construir allí un castillo defensivo.
La fortaleza fue vendida por Francesco Malaspina en 1495 al Conde de Lavagna, Giannetto Fieschi. Los hijos de este impugnaron la venta y fueron compensados con un pago en dinero (28,000 liras del tiempo). Maximiliano I dio oficialmente la posesión del castillo a Fieschi ese mismo año. 
El conde Giovanni Filippo Platoni -procurador-, fue el alcaide de la fortaleza, durante la primera mitad del siglo XVI. Mantenía relación estrecha con la Familia Fieschi.
En 1547 fue cedido por Carlos I de España o Carlos V del Sacro Imperio (el hijo de Giannetto, Gerolamo había muerto sin hijos) al almirante de Oneglia, Andrea Doria. El castillo permaneció como posesión de la familia Doria, que asumirá luego la denominación Fieschi Doria y luego Doria Pamphili, hasta la supresión de los feudos imperiales en 1797.
Las más importantes y significativas modificaciones a la estructura se realizaron en el siglo XVI cuando se convirtió en un importante centro de control de las vías que se dirigen a la llanura padana.
En el siglo XX, la fortaleza fue usada para manifestaciones culturales y es propiedad del Ayuntamiento de Santo Stefano d'Aveto que ha realizado en él algunos trabajos de restauración.

## Estructura

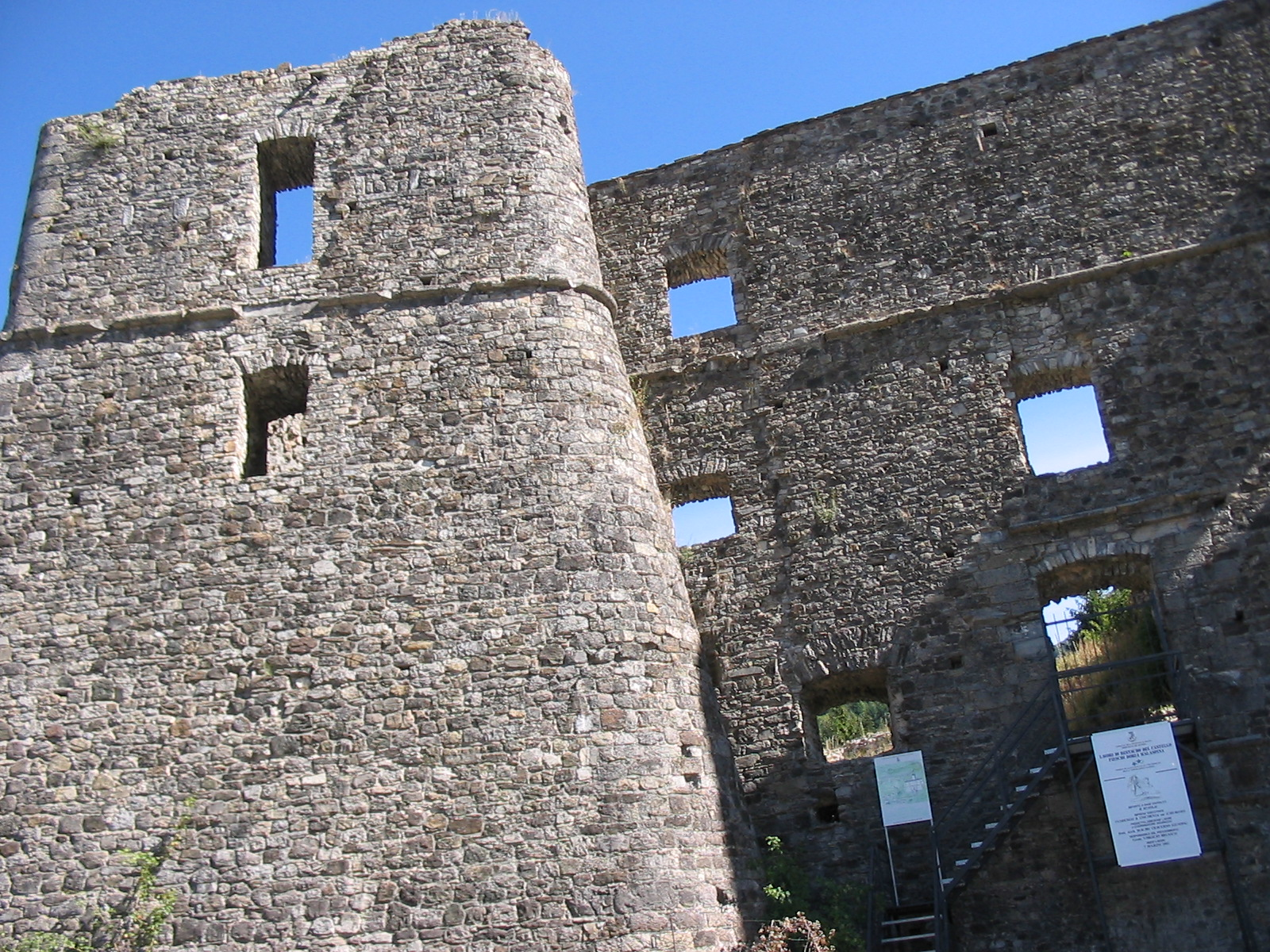
Detalle de un bastión.

El castillo se presenta con forma de pentágono irregular que en cuatro de sus cinco ángulos tiene bastiones de flancos entrantes a modo de cuñas. Antiguamente para ingresar a su interior, se usaban puentes móviles y hoy se hace por medio de una pendiente que asciende desde la puerta de acceso hacia los gradas superiores. En el centro permanece intacta una pequeña plaza de armas a lo largo de la cual se alineaban los diversos vanos, unidos entre sí por corredores colocados en columnas.
Durante la fase de desescombro -en las diversas ocasiones que se ha intentado recuperar- se han encontrado restos de la antigua construcción medieval que no habían sido demolidas durante el siglo XVI. Tales descubrimientos han permitido reconstruir histórica y arquitectónicamente las diversas fases de construcción y luego las modificaciones de la estructura; según algunos estudios la estructura nació primero como simple castillo o casa noble y solo después fueron añadidos los bastiones convirtiéndose así en una fortaleza defensiva. Los muros y las torres fueron ampliadas con nuevos bastiones y así se garantizó una mayor resistencia a los golpes de la artillería.